# Bianca Bai
Bianca Bai (en chino: 白 歆 惠, pinyin: Bai Xinhui) (23 de octubre de 1982) es una actriz y modelo de Taiwán. Se graduó en la Universidad Shih Hsin, y entró en la moda, donde se convirtió rápidamente en una de las modelos de Taiwán más destacadas del momento.

## Series de televisión
- Skip Beat! (2011)
- Soldier (2011)
- P.S man (2010) como Amanda
- Bling Days (2009)
- Fated To Love You (TTV/SETTV, 2008) as Anna(石安娜/戴欣怡)
- Angel Lover (StarTV, 2008) como Li Xi Ai
- It Started With a Kiss (CTV, 2005) como Bai Hui Lan